# Сює Жуйпен
Сює Жуйпен (20 березня 1988) — китайський плавець.
Учасник Олімпійських Ігор 2008 року, де в попередньому запливі на дистанції 100 метрів брасом посів 4-те місце і не потрапив до півфіналів.